# Retroacrònim

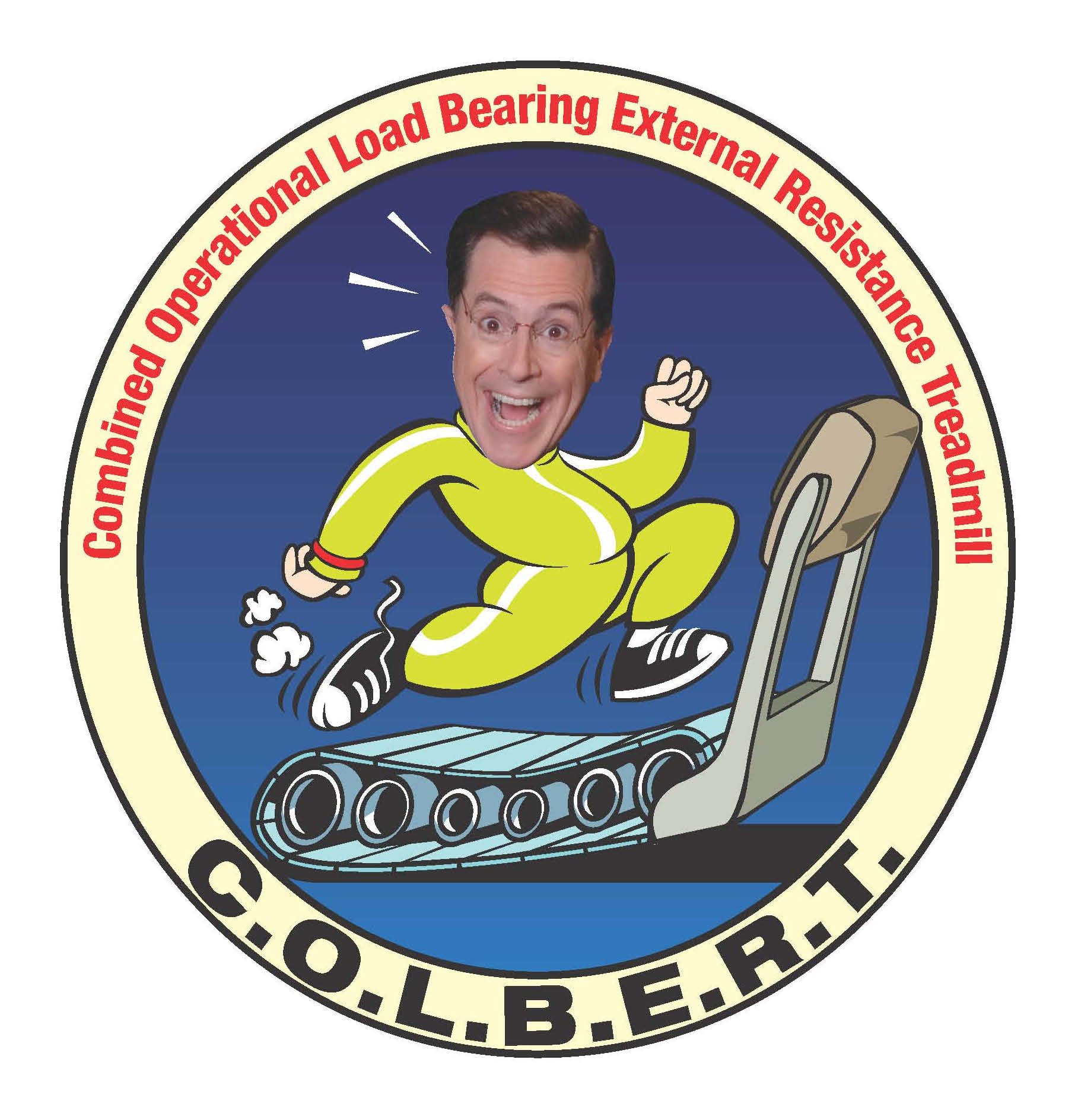
Combined Operational Load-Bearing External Resistance Treadmill (COLBERT) pel cognom del comediant Stephen Colbert.

Un retroacrònim (en anglès: backronym, en francès: rétroacronymie) és el fet d'interpretar una paraula com un acrònim, mentre que aquest no és pas un acrònim en el seu origen, o de donar un nou sentit a un acrònim o a una sigla ja existent. Un exemple és que la NASA va donar nom a la seva cinta de caminar (treadmill) ISS Combined Operational Load-Bearing External Resistance Treadmill (COLBERT) pel cognom del comediant Stephen Colbert.
Un acrònim, en canvi, és una paraula derivada de les lletres inicials d'una paraula o d'una frase: Per exemple, la paraula radar és un acrònim que deriva de "Radio Detection and Ranging".
Els retroacrònims poden haver-se inventat seriosament o humorísticament, o poden ser un tipus d'etimologia falsa o d'etimologia popular.

## Utilitzacions

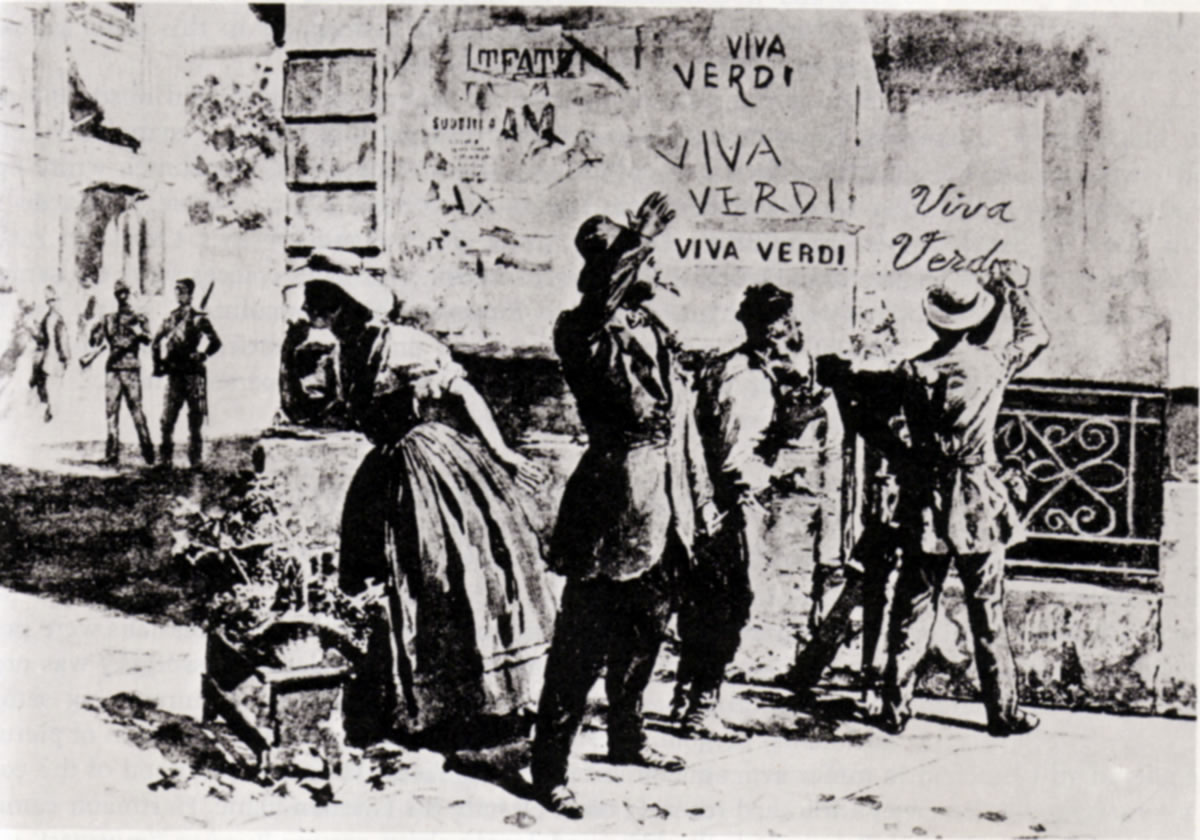
Victor-Emmanuel Rei d'Itàlia sota la cobertura d'una aclamació en honor del compositor Giuseppe Verdi.

Construir retroacrònims és una forma de joc de paraules. També es pot construir retroacrònims per donar un sentit a una expressió que no en té pas encara que sembli un acrònim. Per exemple, SOS escollit per al codi Morse per la seva senzillesa, després s'ha interpretat com a Save Our Souls («salveu les nostres ànimes») o Save Our Ship («salveu el nostre vaixell»).
Els retroacrònims són una tècnica corrent usada en certes ciències com per exemple la medicina i en projectes europeus. Es pot citar: CONSENSUS: COoperative North Scandinavian Enalapril SUrvival Study, o AFFIRM: Atrial Fibrillation Follow-up Investigation of Rhythm Management.
En el cristianisme, la sigla IHSV ("In Hoc Signo Vinces", amb aquest signe venceràs) ha estat reinterpretada com IHS ("Iesus Hominum Salvator", Jesús salvador dels homes).
La paraula avió (avion en francès), que va inventar Clément Ader a partir del llatí 'avis' (ocell), ha estat reinterpretada en francès com «Appareil Volant Imitant l'Oiseau Naturel».

## Usos humorístics
Exemples:
- NTSC («Never Twice the Same Color», requalificant la versió 1953 de televisió en color de la National Television System Committee;
- SPQR («Senatus PopulusQue Romanus» que va esdevenir Sono Pazzi Questi Romani en la traducció italiana d'Astérix (són bojos aquests romans).